# Нахле, Амин
Амин Нахле ( араб. أمين نخلة‎; 25 июля 1901 — 13 мая 1976) — ливанский юрист, редактор, поэт и писатель.

## Биография
Амин Нахле родился 25 июля 1901 года в городе Мадждал-Мауш округа Шуф. Он сын Рашида Нахле, автора государственного гимна Ливана. Амин Нахле получил начальное образование в Дейр-эль-Камаре и закончил высшое образование в Дамасском университете (юридический факультет) и во Французском колледже Бейрута. Нахле получил работу в канцелярии французского генерал-губернатора, но отказался от нее в пользу юридической практики. Будучи выпускником факультета административного права, с 1928 года Нахле работал юристом и журналистом. В 1947 году Нахле стал депутатом парламента от Горного Ливана. Нахле был избран членом Арабской академии с 1967 года. У него была сестра по имени Марсель и жена Джорджа Файя.

## Творчество
Поэзия Амина Нахле отличается нежностью и получила признание в литературных и поэтических кругах, которое со временем росло благодаря его связям с поэтами своего времени в Египте, Ливане, Сирии и Ираке. В 1942 году Нахле посвятил природе книгу «Сельский дневник» (фр. Le Journal de la Campagne). Произведение повествует об отличиях нравов сельских и городских жителей. В книге он поощряет сельскую жизнь, поскольку считал, что городская жизнь всегда направлена на эгоистическое потребление. Отдельные главы книги он опубликовал в прессе под псевдонимом Фуад Эффенди. Среди его работ так же роман «Благодетель печали» (араб. محسن حزن‎) и популярный сборник стихов. В 1965 году Нахле получил премию президента Ливанской Республики за лучшую книгу года.
Амин Нахле и известный художник Мостафа Фарух были покровителями кафе Хаге Дауда (англ. Hage Daoud), которое было «популярным местом пятничного отдыха для семей из Дамаска» (Абу Фахир в Barclay 2007: 34). Большинство прибрежных кафе в Бейруте.

## О Коране
Будучи христианином, Амин Нахле выражал глубокое восхищение красноречием Корана в своих произведениях. Он охарактеризовал Коран как чудо, подчеркнув: «Всякий раз, когда я читаю Коран и оказываюсь плененным его многосторонним красноречием, я являюсь свидетелем чудесного явления, охватывающего разум, я восклицаю про себя: Горе тебе, спасайся, ибо ты христианской веры!»

## Смерть
Ближе к концу жизни Нахле работал над своими воспоминаниями. В результате кровоизлияния в мозг он потерял память и умер без поминальной службы 13 мая 1976 года в Бейруте в возрасте 75 лет. Нахле похоронен в деревне своих предков Барук, Ливан.